# Merle de Sao Tomé
Turdus olivaceofuscus
Espèce
Statut de conservation UICN

 LC  : Préoccupation mineure
Le Merle de Sao Tomé  (Turdus olivaceofuscus) est une espèce de passereaux de la famille des Turdidae.

## Distribution
Cet oiseau est endémique de Sao Tomé. 

## Habitats
Il habite les forêts humides de plaine tropicales et subtropicales et les forêts de montagne humides subtropicales ou tropicales.

## Systématique et taxinomie
La sous-espèces Turdus olivaceofuscus xanthorhynchus a été élevée au rang d’espèce sous le nom de Merle de Principé (Turdus xanthorhynchus).